# Пёстлингбергбан

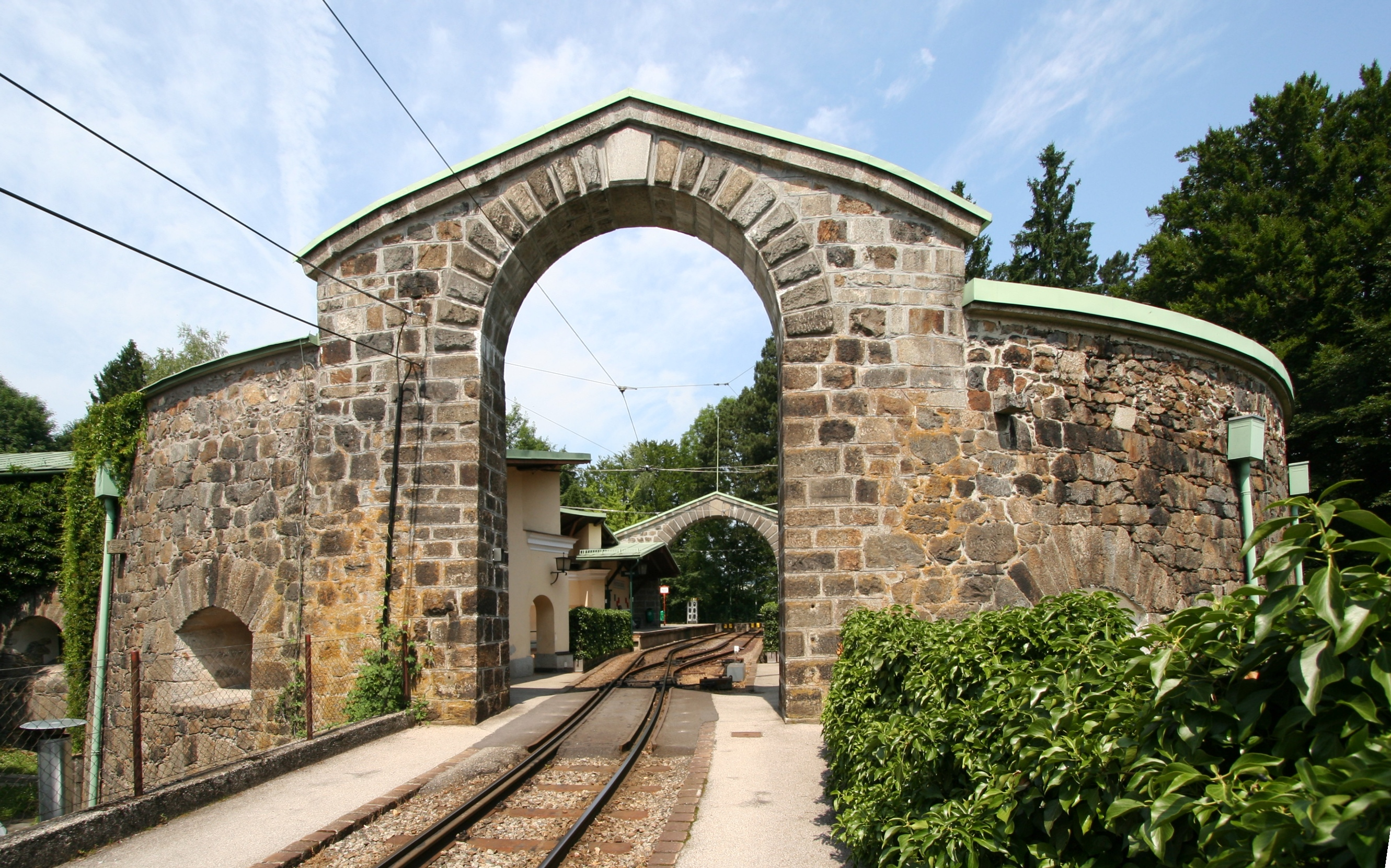

Пёстлингбергбан (нем. Pöstlingbergbahn) — узкоколейная железная дорога в Линце, Австрия. Была построена в 1898 году. Соединяет город с населённым пунктом Пёстлингберг (ныне район города Линц), который находится на одноимённом холме. Начиная с 1898 года, 110 лет железная дорога проходила от конечной станции в районе Урфар в Линце до Пёстлингберга. В 2009 году дорога была продлена от Урфара до центра города. Чтобы официально разрешить это изменение, ширина колеи была уменьшена с 1000 мм до 900 мм, и было построено железнодорожное сообщение с трамвайной сетью Линца. Для этой работы было потрачено 35 млн евро, а обслуживание было приостановлено с марта 2008 года по май 2009 года. Пёстлингбергбан является одной из самых крутых железных дорог в мире с максимальным уклоном в 11,6 %.